# Солигорск
Солигорск (на беларуски: Салігорск; на руски: Солигорск) е град в Беларус, административен център на Солигорски район, Минска област. Населението на града е малко над 100 000 души.

## История
Селището получава статут на град през 1958 година.

## География
Градът е разположен по брега на река Случ и Солигорския язовир, на 135 км южно от столицата Минск.